# Josef Felix Silbermann
Felix Silbermann, auch Joseph Felix Silbermann und Josef Felix Silbermann (geboren am 29. April 1771 in Kronach; gestorben am 8. November 1827 in Lichtenfels in Bayern) war ein deutscher Kaufmann, Unternehmensgründer, Kommunalpolitiker und Landtagsabgeordneter.

## Leben
Josef Felix Silbermann kam 1771 als achtes von vierzehn Kindern eines in Kronach tätigen katholischen Kaufmanns zur Welt. Er besuchte das Gymnasium in Bamberg und studierte ab 1789 an der Universität Erlangen. Schon in jungen Jahren heiratete er 1791 in eine angesehene Familie hinein: Die gebürtige Lichtenfelserin Margaretha Löffler (1773–1847) war Tochter des im Vorjahr verstorbenen Bürgermeisters und Pflegers des örtlichen Spitals Joseph Löffler. Das Ehepaar, dem sieben Söhne und eine Tochter geboren wurden, wohnte anfänglich im Haus Laurenzistraße Ecke Kirchgasse.
Zur Zeit der Annexion des Bamberger Fürstbistums durch Kurpfalz-Bayern wirkte Silbermann als Kronacher Kaufmann und Spediteur. Erstmals 1801 wurde er Mitglied des Lichtenfelser Stadtrats.
Im Jahr 1802 gründete Silbermann eine Porzellanfabrik in Hausen unterhalb des Klosters Banz, nach dessen Auflösung er aus Staatsbesitz dessen ehemalige Mahl- und Schneidmühle erworben hatte. Das Unternehmen in der heutigen Region Oberfranken war die erste durch Einheimische geführte Porzellanmanufaktur und wurde später als Porzellanfabrik Gebr. Silbermann weitergeführt. Zum Direktor des Unternehmens am Fuß des Banzberges machte er den international erfahrenen Porzellandreher und Porzellanhändler Johann Georg Daniel Kleinauf (1758–1824).
In der sogenannten „Franzosenzeit“ war Silbermann ab 1808 Hauptmann der im selben Jahr geschaffenen Lichtenfelser Landwehr, deren Kompanien jeweils 60 bis 70 Bürger der Stadt angehörten. Die Verteidigungsorganisation trat jedoch nur bei festlichen Anlässen in Erscheinung, etwa 1809, als der bayerische Kronprinz Ludwig die Stadt besuchte.
1810 war Silbermann Mitbegründer der Königlich privilegierten Scharfschützengesellschaft Lichtenfels. Wenig später nahm er ab 1810/11 bis 1814 das Amt des Oberschützenmeisters wahr.
Silbermann, der auch als Holzgroßhändler tätig war und zudem eine Fabrik zur Herstellung von Pottasche in Lichtenfels gründete, wurde 1812 als „Hauptmann der Bürgermiliz, kön[iglicher] Salzfactor, Besitzer sehr vieler Walddistricte – einer Potagen- und Porzellanfabrik, Groß- und Kleinhändler in Tuch-, Galanterie- und Spezereywaaren, Spediteur, Kommissionär, Holzhändler en gros etc.“ beschrieben. Der königliche Salzfaktor agierte zwar auf eigene Rechnung, jedoch unter behördlicher Aufsicht des staatlichen Unternehmens, das dem Salzamt Bamberg unterstand. In seinem Amt war Silbermann verantwortlich für die Versorgung der Stadt und des Landgerichtes Lichtenfels mit Salz, das seit 1805 im Salzmagazin im Erdgeschoß des Rathauses eingerichtet worden war.
1818 wurde Silbermann zum Bürgermeister der Stadt gewählt. In diesem Amt war er der dritte Bürgermeister in der Lichtenfelser Stadtgeschichte. Ebenfalls 1818 – nach dem Tod seiner Schwiegermutter – bezog Silbermann deren Haus am oberen Marktplatz gegenüber der Stadtpfarrkirche und direkt neben dem Pfarrhaus, das später von der RV-Bank bezogen wurde.
1825 wurde Silbermann Mitglied in der Kammer der Abgeordneten in der Bayerischen Ständeversammlung für den Obermainkreis, „Klasse V“. Er starb unmittelbar vor dem Zusammentritt des 4. Landtags im Jahr 1827. Sein Nachfolger als Abgeordneter wurde Wolfgang Caspar Fikentscher.
Das denkmalgeschützte Grabmal Silberfelds, ein antikisierendes Pfeilermal, findet sich im Gräberfeld auf dem Lichtenfelser Friedhof.

## Bürgermeister-Silbermann-Straße
Die Anfang der 1960er Jahre in Lichtenfels angelegte und parallel zur Kronacher Straße verlaufende Bürgermeister-Silbermann-Straße wurde nach dem ehemaligen Unternehmer und Stadtoberhaupt benannt.